# Symmetrodonta
I simmetrodonti (Symmetrodonta) sono un gruppo di mammiferi primitivi, vissuti dal Triassico superiore al Cretaceo superiore (212 – 70 milioni di anni fa). Sono considerati i più probabili progenitori dei teri (Theria).

## Gli antenati dei mammiferi odierni
Questi mammiferi erano di dimensioni davvero modeste, anche per lo standard abituale dei mammiferi mesozoici: una specie, Spalacotheridium noblei, è considerata uno dei mammiferi più piccoli mai apparsi sulla Terra. La dentatura di questi animali mostrava caratteristiche più evolute rispetto ai più primitivi triconodonti e morganucodonti: era caratterizzata da molari di aspetto triangolare (se visti dall'alto), e dall'assenza di un talonide ben sviluppato. Questa dentatura è ritenuta maggiormente specializzata rispetto a quella della maggior parte dei mammiferi mesozoici, e si sarebbe ulteriormente evoluta fino a dare origine alla dentatura dei teri veri e propri.

## Gruppo non unitario?
È possibile che i simmetrodonti (il cui nome significa “denti simmetrici”) non formino una singola unità tassonomica, ma siano piuttosto una sequenza di forme intermedie tra i triconodonti e i driolestidi o i teri. Alcuni generi di simmetrodonti potrebbero addirittura essere veri e propri teri.
Tra i mammiferi classicamente considerati simmetrodonti ma probabilmente non appartenenti al gruppo, da ricordare l'europeo Kuehneotherium e il cinese Shuotherium, entrambi del Giurassico. Anche la famiglia degli spalacoteriidi è stata particolarmente studiata: è caratterizzata da denti molariformi ad angolo acuto, da talonidi fortemente ridotti e da notevoli cingulidi posteriori e anteriori.

## Scoperte in Cina
Recenti scoperte avvenute in Cina comprendono resti di simmetrodonti molto ben conservati (Zhangheotherium, Akidolestes, Maotherium); alcuni di questi resti recano tracce di pelo, mentre altri mostrano caratteristiche antiquate (ossa dell'orecchio medio, costole cervicali) tipiche di mammiferi primitivi come i monotremi.

## Classificazione
- Ordine SYMMETRODONTA
  - Famiglia Kuehneotheriidae
    - Genere Kuehneotherium
    - Genere Delsatia
    - Genere Kotatherium

  - Famiglia Shuotheriidae
  - Famiglia Spalacolestidae
  - Famiglia Spalacotheriidae
    - Genere Spalacotherium
    - Genere Shalbaatar

  - Famiglia Tinodontidae
    - Genere Tinodon
    - Genere Gobiotheriodon